# Cimetière de Yarborough
Pour les articles homonymes, voir Yarborough.
Le cimetière de Yarborough, en anglais Yarborough Cemetery, est un cimetière historique situé à Belize City, au Belize.

## Localisation
Le cimetière est situé entre les rues Cemetery Lane et Yarborough Road. Il est proche de la cathédrale Saint-John (en) et de la Government House (en). Les habitants l'appellent également le Yabra Cemetery.

## Présentation
Il s'agit du premier cimetière du Honduras britannique, utilisé de 1792 à 1881, et destiné à l'enterrement des membres de l'Église anglicane coloniale. Il est nommé d'après le magistrat qui possédait le terrain et qui en a fait don à l'église. En 1852, l'inhumation de personne d'autres confessions religieuses comme les méthodistes, baptistes, presbytériens ou catholiques, est autorisée. Sa capacité est estimée entre 30 000 et 35 000 tombes.
Après sa fermeture, le cimetière subit des dégâts, soit en raison de vandalismes, soit par le passage d'ouragans. Une partie de l'ancien cimetière a été transformé en terrain de basket-ball et de football pour les enfants du quartier.
Le cimetière est rénové à partir de 1999 avec l'ajout d'une clôture périphérique, d'un aménagement paysager et d'un mur commémoratif en marbre soulignant les noms et les contributions des personnes qui y sont enterrées,.
En 2009, le gouvernement le classe comme réserve archéologique pour une surface de 0,5 ha.

## Personnalités inhumées
- Thomas Barnes, maçon ayant participé à la construction de la cathédrale[3] ;
- Clarissa Paslow[3], née Carter (?-1838), épouse de Thomas Paslow[8] ;
- Thomas Paslow[3] (vers 1759-1825), héros de la bataille de St. Georges Caye mais aussi esclavagiste connu pour maltraiter ses esclaves[8] ;
- Philip Toledo[3], confédéré fuyant les États-Unis, il donne son nom au district de Toledo[9] ;